# 無窮小量
無窮小量（英語：Infinitesimal），或稱「不可分量」，是數學分析中的一個概念，其被用于嚴格地定義諸如「最終會消失的量」、「絕對值比任何正數都要小的量」等的非正式描述。在經典的微積分或數學分析中，無窮小量通常以函數、序列等形式出現。

## 定义
一個序列{\displaystyle a=(a_{n})_{n\in \mathbb {N} }}若滿足如下性質：
- 對任意的預先給定的正實數{\displaystyle \varepsilon >0}，存在正整數{\displaystyle \displaystyle N}使得

{\displaystyle |a_{k}|<\varepsilon }
在{\displaystyle \displaystyle k>N}時必定成立；或用極限符號把上述性質簡記為
{\displaystyle \lim _{n\to \infty }a_{n}=0}
則序列{\displaystyle a}被稱為{\displaystyle n\to \infty }時的無窮小量。

## 历史
無窮小量對應英語的Infinitesimals，用於極其微小的對象的一種表達，人們根本無從看見它們或者量度它們。在日常生活中，Infinitesimal作為形容詞可以指「非常小」，但不一定是「無窮的小」。而中文的「無窮小量」僅是技術用語。
「無窮小的量」的概念最初在埃利亞學派有所討論。柏克萊指出無窮小量的特性為「既不是有限量，也不是無限小，又不是零」。而阿基米德在其《機械原理方法論》（The Method of Mechanical Theorems）中曾初次提出一種和無窮量有關的邏輯上嚴密的敍述。但在古希臘的數學系統中，實數並不存有獨立的地位，而是用幾何上的長度來表示：1是代表某條線段的規定長度，用以給予測量所需的長度單位，數的加減法用線段的延長和截短來表示。阿基米德所說的是：對任意兩個長度不等（無論長度相差多少）的線段，在長線段裡不斷截去短線段的長度，在有限次之後就不能再截下去，因為那些短線段長度的「和」超過了原本較長的那一條。如果把線段長度理解成數的話，則反映了實數集的阿基米德性質：没有任何實數x可以滿足條件|x|>1，|x|>1+1，|x|>1+1+1......，即無窮大的實數並不存在。儘管如此，阿基米德還是把無窮大量和無窮小量用於啟發式的論證中，但在完整的數學證明裡則拒絕使用它們，而致力於使用「窮竭法」, 類似於現在的「ε-δ語言」。
牛頓和萊布尼茲發展微積分學時使用過無窮小量，但這樣的不嚴格使用引來一些批評者的攻擊。貝克萊主教就是其中之一。儘管數學家、科學家、工程師等不斷使用無窮小量來得到正確的結果，微積分卻一直到後半十九世紀才等到了更严谨的，使用了ε-δ語言和集合论描述的形式，这项工作由奧古斯丁·路易·柯西，伯納德·波爾查諾、卡尔·魏尔施特拉斯、格奥尔格·康托尔、理查德·戴德金等人完成。随着数学的发展及康托、戴德金、魏尔施特拉斯等人及他们的追随者的探索，他们的哲学家好友伯特兰·罗素、鲁道夫·卡尔纳普等人认为「无穷小」是伪概念；但同时，赫尔曼·科恩等新康德主义者希望能找到一个保留无穷小的逻辑系统。在二十世紀，無窮小量才得到了嚴格的處理，成為一種「數」。以上任何一種處理辦法都不是錯誤的——如果正確地使用的話。
在一份HPM（數學史與數學教學，History and Pedagogy of Mathematics）的研究中，對無窮小量在一些數學家眼裡的認識有一個總結：
| 人物                      | 年代        | 對無窮小量的觀點，或處理方法                                                                 |
| ------------------------- | ----------- | -------------------------------------------------------------------------------------------- |
| 歐幾里得等古希臘數學家    | 公元前300年 | 窮竭法：他們相信用間接法才能使面積問題獲得嚴格證明。                                         |
| 卡瓦列里（B. Cavalieri）  | 1598-1647   | 把無窮小量的辦法推進了一步(見祖暅原理)。                                                     |
| 沃利斯（J. Wallis）       | 1616-1703   | 他對極限的定義“含有正確的想法，但用詞不嚴謹”。                                               |
| 萊布尼茲                  | 1646-1716   | 其演算法很成功，但“對概念不太確定”。他對於“消失中的量”的立場是複雜的，而且隨時間而變。       |
| 歐拉                      | 1707-1783   | 獲得了很多重要結果，但不考慮真正無窮小量帶來的困難。其觀點受十七世紀典型的科學思維框架影響。 |
| 達朗貝爾（J. d'Alembert） | 1717-1783   | 拒絕承認“消失中的量”。他給出過極限的定義，但措辭不明確。                                     |
| 拉格朗日                  | 1736-1813   | 也拒絕承認無窮小量，企圖把微積分歸結為代數。                                                 |
| 柯西                      | 1789-1857   | 其寫下的定義至今依然通用，由當時可以使用的數學語言寫成。                                     |

就目前所知，在十九世紀以前没有任何形式上定義好的數學概念是直接把無窮小量當作「正常」的數來處理的，但很多想法其實已經出現。微積分的奠基人——牛頓、萊布尼茲、歐拉，以及很多其他人——以一種不嚴格的方式使用無窮小量，卻也能得到正確而深刻的結果（類似地，實數在當時也没有正式的定義）。

### 關鍵字
- 窮竭法
- 無窮乘積
- 牛頓的流數法
- 萊布尼茲的「{\displaystyle \mathrm {d} x}」記號
- 歐拉對級數的處理
- 一致收斂
- 嚴格的極限概念
- 非標準分析

## 經典分析中的處理

### 階的比較
設{\displaystyle a=(a_{n})_{n\in \mathbb {N} }}，{\displaystyle b=(b_{n})_{n\in \mathbb {N} }}為兩個序列，而且都是{\displaystyle n\to \infty }時的無窮小量。雖然它們在{\displaystyle n}趨於無窮時都趨於零，但趨於零的速度是有區別的。可以用如下方式比較它們的速度：
- 若對於任意正實數{\displaystyle \displaystyle c>0}，存在正整數{\displaystyle \displaystyle N}使得

{\displaystyle a_{k}<c\cdot b_{k}}
在{\displaystyle \displaystyle k>N}時總是成立，則稱{\displaystyle \displaystyle a}是{\displaystyle \displaystyle b}的高階無窮小，記作
{\displaystyle \displaystyle a_{n}=o(b_{n})\quad (n\to \infty )}
其中的{\displaystyle n\to \infty }有時也被省略不寫。
在上述定義中，也可以說無窮小量{\displaystyle a}的階要比{\displaystyle b}的要高，或者說{\displaystyle a}比{\displaystyle b}更快地趨於零，儘管在此時「階」或者「速度」本身其實都没有明確的定義。

### 性质
1. 若{\displaystyle \{a_{n}\}}是无穷小量，改变{\displaystyle \{a_{n}\}}中的某有限项之后，它仍是无穷小量。
2. 若{\displaystyle \{a_{n}\}}、{\displaystyle \{b_{n}\}}都是无穷小量，{\displaystyle \{a_{n}+b_{n}\},\{a_{n}-b_{n}\}}也是无穷小量。
3. 若{\displaystyle \{a_{n}\}}是无穷小量，{\displaystyle \{b_{n}\}}是有界数列，则{\displaystyle \{a_{n}b_{n}\}}也是无穷小量。
4. 若{\displaystyle \{a_{n}\}}是无穷小量，{\displaystyle |b_{n}|\leq |a_{n}|}，则{\displaystyle \{b_{n}\}}也是无穷小量。
5. 若{\displaystyle \{a_{n}\}}是无穷小量，从{\displaystyle \{a_{n}\}}中取出无穷多的一部分，按原来的次序排成的数列（这叫做{\displaystyle \{a_{n}\}}的子列）也是无穷小量。
6. 把{\displaystyle \{a_{n}\}}的次序打乱重新得到的数列{\displaystyle \{b_{n}\}}。若{\displaystyle \{a_{n}\}}是无穷小量，则{\displaystyle \{b_{n}\}}也是无穷小量。
7. 无穷小量是有界列。
8. 若{\displaystyle \{a_{n}\}}的各项相等，{\displaystyle \{a_{n}\}}是无穷小量则必有{\displaystyle a_{1}=a_{2}=\cdots =a_{n}=\cdots =0}。

## 非標準分析中的處理
設F為有序域，a為F中的一個非零元素。若對F中任意正整數n，a < 1/n和-a > -1/n都成立（換句話說，即a的絕對值小於1/n），則稱a為無窮小量。

### 一階性質
在把擴充實數系使其能包含無窮大量和無窮小量時，人們希望能夠盡量保持原系統的各種基本的性質，這樣的好處是，那些使用基本性質證明過的命題能夠在新的系統裡自動成立。這裡的「基本」通常是指不對集合使用量詞，但可以對集合的元素使用（有限次），比如以下公理「對任意的x，x+0=x」仍然應該成立；使用兩次也行：「對任意的x和y，xy=yx」，而如果出現「對任意集合S」則不能算基本性質，在新系統中可能不成立，比如「任何形如{k∈Z|xk>y}都不是空集」就是一例（其實這就是阿基米德性質）。對命題量詞的這種限制，叫做一階邏輯。類似於阿基米德性質，實數集的完備性也不能在新的系統裡成立，因為實數集是唯一的完備有序域。

## 註解
1. ↑  {\displaystyle n\to \infty (n\in \mathbb {N} )}是一種濾子。無論是無窮小量、無窮大量還是極限，都需在特定濾子之下討論。其它常見的濾子有{\displaystyle x\to -\infty (x\in \mathbb {R} )}，{\displaystyle (x,y,z)\to (a,b,c)((x,y,z)\in \mathbb {R} ^{3})}等等。在非標準分析中，無窮小量也和實數一樣被視為具體的「數」，這些數比零大，但比任何正實數都小。前面用序列來定義無窮小量的經典方法或多或少有些難於處理，而「非標準」的無窮小量利用他们，罗宾逊和其他人轻松地证明了所有传统定理和部分新定理，而19世纪的方法永远无法处理这些定理。他们恢复了莱布尼兹的声誉，也纠正了我们在思考运动变化的一点偏差。

引文[參⁠ 2]提到的羅賓遜（Abraham Robinson，一譯魯賓遜）是非標準分析的開創者之一[參⁠ 3]，他提出了無窮小量的新定義。直觀的說，如果一個數比1, 1+1, 1+1+1...等任何自然數大稱為無窮大；則一個數不等於零且它的倒數是無窮大稱為無窮小。但這種數的存在與否，甚至能不能合法的稱作一種「數」等問題，都是需要進一步考慮的本質問題。
2. ↑  此詞源於十七世紀的現代拉丁語新造詞infinitesimus,本來是指一個序列的「第無窮個」元素
3. ↑  不嚴格的處理辦法，一般來講要求使用者具有更正確的數學直覺。
4. ↑  F中的正整數集定義為滿足如下性質的最小集合A：A含有乘法單位元（即1∈A)，且只要n∈A，n+1∈A也一定成立。
5. ↑  當然不包括阿基米德性質——無窮量本身不允許它成立
6. ↑   註: